# Maurício Rua
Pour les articles homonymes, voir Rua et Shogun (homonymie).
Maurício Rua, aussi connu sous le surnom de « Shogun » et né le 25 novembre 1981 à Curitiba au Brésil, est un pratiquant brésilien d'arts martiaux mixtes (MMA). Il est actuellement sous contrat avec l'Ultimate Fighting Championship.
Il est le frère de Murilo « Ninja » Rua et s'est fait connaitre durant l'année 2005.
Il a été une fois champion des poids mi-lourds de l'UFC et a également été élu combattant de l'année en 2005 par le site spécialisé Sherdog.

## Carrière en arts martiaux mixtes

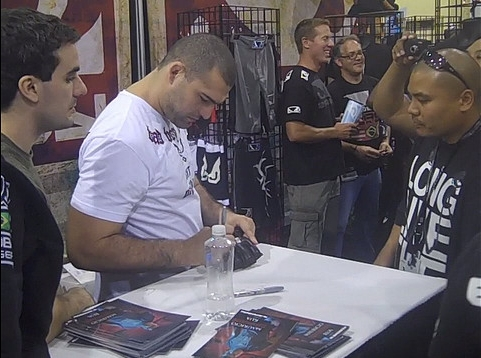
Mauricio Rua présent a l'UFC 100 Fan Expo de Las Vegas le 15 juillet 2009

### Débuts
Il a son tout premier match à 21 ans et remporte notamment la victoire au Meca World Vale Tudo 7. En 2003, il bat successivement Antonio et Evangelista Cyborg aux Editions Meca World Vale Tudo.il fait partie de la célèbre école de curitiba la Chute Boxe dont sont issues les plus grands champions brésiliens wanderley Silva Anderson Silva evangelista cyborg  José Pelé landi et son petit frère murilo Ninja Rua
Il participe à un tournoi à l'International Fighting Championship où il bat Eric Wanderlei par KO mais s'incline au deuxième tour face à Babalu par guillotine. Il subira à ce moment-là sa seule défaite.

### Pride Fighting Championships
En 2003, Shogun débute au Pride FC, il bat Akira Shoji par KO. En 2004 il combat à nouveau face à Gono qu'il bat par KO. Quelques mois plus tard il bat Namekawa, toujours par KO.
En 2005, il commence par vaincre Kanehara par KO et participe au tournoi GP 2005 où il bat en huitième de finale Quinton Jackson. En quart de finale, il bat par décision Antônio Rogério Nogueira, le frère d'Antônio Rodrigo Nogueira. Il affronte ensuite Alistair Overeem en demi-finale qu'il bat sur arrêt de l'arbitre après des frappes au sol. Il se qualifie donc pour la finale où il rencontre Ricardo Arona qu'il bat par KO.
En 2006, au Pride 31 il rencontre le vétéran Mark Coleman mais le combat est arrêté après 49 secondes, Mauricio s'étant disloqué le coude et ne pouvant continuer.
Au Final Conflict Absolute 2006, il bat le Français Cyrille Diabaté et remporte la victoire dans le premier round après arrêt de l'arbitre.
Au Pride Real Deal de Las Vegas, il bat l'élève de Mark Coleman, Kevin Randleman par soumission sur clé de jambe dans le premier round.
Au Pride Shockwave, il bat le japonais Kazuhiro Nakamura par décision unanime.
En 2007, il combat une seconde fois Alistair Overeem qu'il bat par KO au premier round.

### Ultimate Fighting Championship

#### Premiers combats
Après le rachat du Pride FC par l'UFC, Maurício Rua continue sa carrière en intégrant les effectifs de l'organisation américaine. D'abord évoqué face à Lyoto Machida, c'est finalement face au vainqueur de la première saison de la série The Ultimate Fighter, Forrest Griffin qu'il fait ses débuts dans cette nouvelle promotion lors de l'UFC 76, le 22 septembre 2007.
Donné largement favori, Rua est pourtant épuisé dès le deuxième round et ne peut contenir l'agressivité de son adversaire qui remporte finalement la victoire dans les toutes dernières secondes du match en soumettant le Brésilien par étranglement arrière.
Une blessure au genou préexistante à ce combat
l'écarte des rings pour quelque temps.
En décembre 2007, il quitte l'équipe de la Chute Boxe avec son frère Murilo.
Ils forment alors l'Universidade da Luta à Curitiba.
Début février 2008, Maurício Rua est annoncé pour un retour dans l'Octogone face à Chuck Liddell lors de l'UFC 85 en juin,
mais un mois plus tard, sa blessure l'empêche à nouveau de prendre part à ce combat.
Après plus d'un an sans combattre, il revient le 17 janvier 2009 contre Mark Coleman lors de l'UFC 93.
Les deux hommes s'étaient déjà rencontrés une première fois au Pride 31 en 2006 lors d'un bref combat interrompu moins d'une minute après le début, Rua s'étant déboité le coude en se réceptionnant sur une amenée au sol, sa seule défaite au cours de sa carrière au Pride FC.
Cette fois-ci, le Brésilien se montre supérieur et remporte la victoire par TKO sur coups de poing dans la dernière minute du troisième et dernier round.
Le combat remporte un des bonus du combat de la soirée, exceptionnellement décerné pour deux matchs ce soir là. Cependant, peu de gens jugent sa prestation réellement convaincante face à un vétéran de 44 ans n'ayant pas goûté à la compétition depuis plus de deux ans.
Annoncé dès la conférence de presse suivant l'UFC 93, c'est face à l'ancien champion des poids mi-lourds, Chuck Liddell, que Rua continue son parcours dans l'organisation après le rendez-vous manqué de l'UFC 85.
Les deux hommes se rencontrent en second combat principal de l'UFC 97 le 18 avril 2009 à Montréal et Rua envoie au tapis Liddell en fin de premier round d'un coup de poing du gauche. Quelques coups sur l'Américain au sol suffisent à lui donner la victoire par TKO.
Il remporte de plus le bonus du KO de la soirée.
Cette nouvelle victoire lui offre alors la possibilité d'affronter Lyoto Machida, nouveau champion en titre après son succès sur Rashad Evans à l'UFC 98 en mai.
Le combat a alors lieu le 24 octobre 2009, en vedette de l'UFC 104, et au bout de cinq reprises serrées se déroulant debout, les juges donnent Machida vainqueur de trois rounds contre deux pour Rua.
Cela devient alors une décision controversée et un match revanche est alors envisagé dès la conférence de presse suivant la soirée.

#### Champion des poids mi-lourds de l'UFC
En février 2010, le combat est confirmé pour l'UFC 113 du 8 mai, à Montréal.
Cette fois-ci, Maurício Rua s'impose nettement en faisant chanceler Machida d'un crochet du droit qui s'écroule au sol. Rua s'installe alors en position montée pour assener plusieurs coups de poing à son adversaire et remporter la victoire par KO dans la quatrième minute du match.
Il décroche le bonus du KO de la soirée et devient le nouveau champion des poids mi-lourds de l'UFC.
Le magazine Fighters Only lui décerne de plus le World MMA Award du KO de l'année 2010.
C'est d'abord Rashad Evans qui est désigné, début 2011, comme le prochain prétendant au titre pour l'UFC 128 du 19 mars
Cependant, il se blesse au genou avant cette échéance et l'organisation propose alors cette chance à Jon Jones, un des partenaires d'entrainement d'Evans chez Greg Jackson. La nouvelle est annoncée par le commentateur Joe Rogan après la victoire de Jones sur Ryan Bader lors de l'UFC 126, le 5 février 2011. Cette annonce surprend un peu l'intéressé et les spectateurs mais le combat est confirmé.
Lors de cette confrontation, Jones domine le champion avec une technique pieds-poings agressive à l'image d'un coup de genou sauté à l'entame de match qui impacte Rua, et de bons contrôles au sol. Dans le 3e round, Rua est surpassé par les coups de genou et de poing de son adversaire et l'arbitre finit par interrompre le match déclarant Jon Jones vainqueur par TKO.
Maurício Rua perd donc son titre dès sa première défense et laisse sa place au jeune Américain.

#### Parcours post-titre
Lors de l'UFC 134, le 27 août 2011, Rua rencontre de nouveau Forrest Griffin, quatre ans après ses débuts à l'UFC où il avait échoué face à cet adversaire.
En second combat principal de cet événement à Rio de Janeiro, le Brésilien montre un tout autre visage que lors de cette première rencontre. Rapidement, il envoie au tapis Griffin par un coup du poing du droit et le suit au sol pour continuer le travail de frappes. Griffin étant apparemment incapable de défendre, l'arbitre arrête le match et Rua est déclaré vainqueur par KO en moins de deux minutes.
C'est ensuite face à Dan Henderson, lui aussi combattant renommé du Pride FC et de retour à l'UFC, abandonnant par conséquent son titre des poids mi-lourds du Strikeforce, que Rua continue son parcours.
Les deux hommes se rencontrent le 19 novembre 2011, en combat principal de l'UFC 139 à San José, en Californie. L'Américain entame fort les trois premiers rounds touchant à plusieurs reprises son adversaire avec un puissant coup de poing du droit baptisé H-Bomb. Cependant, Rua réussit à encaisser les frappes et le combat continue. La résistance cardio-vasculaire d'Henderson baisse à la fin du 3e round et le Brésilien reprend l'ascendant à partir du 4e. Il finit même la 5e reprise en position montée mais perd finalement le combat par décision unanime, 3 rounds à 2.
Cette rencontre engagée vaut aux deux compétiteurs un bonus du combat de la soirée et a parfois été désignée comme combat de l'année 2011 par certains médias spécialisés,.
Un match face à Thiago Silva était prévu pour l'UFC 149 du 21 juillet 2012,
mais ce dernier est écarté de l'événement à cause d'une blessure début juin.
L'UFC souhaite alors le remplacer par Glover Teixeira. 
Cependant, Rua refuse un affrontement face à ce nouveau venu n'ayant pour l'heure disputé qu'un seul combat dans l'organisation américaine.
Il est finalement programmé en tête d'affiche de l'UFC on Fox 4, le 4 août 2012 face à Brandon Vera.
La promotion envisage d'abord de désigner le vainqueur de ce combat comme le prochain prétendant au titre,
mais à la suite de la réaction plutôt négative à cette annonce, son président décide alors d'inclure le second combat principal de la soirée dans son choix. Ainsi, la plus « impressionnante » victoire déterminera le prochain combattant à tenter sa chance pour la ceinture des poids mi-lourds.
Après 3 rounds engagés, Rua envoie son adversaire au tapis  à la fin de la 4e reprise, avec une combinaison de coups de poing débutant par un crochet du gauche. Il continue avec quelques frappes sur Vera dos au sol avant que l'arbitre n'intervienne pour le déclarer vainqueur par TKO.
C'est cependant Lyoto Machida qui obtient la place d'aspirant numéro un en gagnant son match face à Ryan Bader par KO dans le second round.
Il est ensuite programmé face au jeune Suédois Alexander Gustafsson, en second combat principal de l'UFC on Fox 5, le 8 décembre 2012.
Gustafsson profite notamment de son allonge pour remporter la victoire par décision unanime au terme des trois reprises.
Début mars, un nouveau match face Antônio Rogério Nogueira est prévu pour l'UFC 161 du 15 juin 2014. Les deux hommes s'étaient déjà rencontré en 2005, à l'époque du Pride FC, en quart de finale du Grand Prix poids moyens conclu par une victoire de Rua par décision unanime.
Cependant, trois mois plus tard, le combat est annulé après une blessure au dos de Nogueira.
Chael Sonnen se propose alors de remplacer ce dernier malgré l'imminence de l'événement.
Mais cet affrontement est finalement reporté au 17 août 2013, en vedette de l'UFC Fight Night 26, première soirée de la promotion à être diffusée sur la chaine américaine Fox Sports 1.
Sonnen réussit à contrôler son adversaire au sol, utilisant ses compétences en lutte, et finit par soumettre le Brésilien de retour sur ses pieds avec un étranglement en guillotine à la fin du 1er round.
Le 7 décembre 2013, il affronte James Te Huna en second combat principal de l'UFC Fight Night 33 en Australie.
Au vu de ses derniers résultats, ce combat peut être déterminant pour la suite de sa carrière et le président de l'UFC émet l'hypothèse d'un renvoi ou d'un changement de catégorie en cas de défaite du Brésilien.
Rua remporte le match par KO au premier round grâce à un crochet du gauche qui assomme son adversaire
et se voit décerner le bonus du KO de la soirée.
Il assure ainsi sa place au sein de l'organisation.
Fin janvier 2014, c'est un nouveau match revanche, contre Dan Henderson, qui est confirmé en tête d'affiche de l'UFC Fight Night 38.
La soirée a lieu au Brésil le 23 mars 2014. Après avoir dominé les deux premiers rounds, Maurício Rua perd le combat dans la troisième reprise. Alors qu'il ceinture son adversaire, ce dernier lui assène un violent crochet en sortant de la prise. Rua s'écroule et Henderson continue avec quelques coups au sol avant que l'arbitre n'intervienne et ne le déclare vainqueur par TKO (le nez de Rua étant cassé par le crochet).
Comme lors de leur première rencontre, le combat se mérite le bonus du combat de la soirée.
Malgré cette défaite, Rua signe un nouveau contrat de plusieurs combats avec l'UFC en septembre 2014.
Son combat suivant est alors annoncé pour le 8 novembre 2014 face à Jimi Manuwa. Mais quelques semaines avant l'affrontement, Manuwa est contraint de déclarer forfait sur blessure et est alors remplacé par Ovince St. Preux.
Le combat se déroule au Brésil en combat principal de l'UFC Fight Night 56 et le Brésilien est sonné par un crochet du gauche lors du tout premier échange de coups avec son adversaire. Quelques coups supplémentaires au sol poussent l'arbitre à arrêter le combat, avec à peine une trentaine de secondes inscrite à l'horloge.
Le 1er août 2015 le combat revanche contre Antonio Rogerio Nogueira se fait enfin ! après un combat disputé ( combat de la soirée ) et malgré avoir été sonné dans le premier round, Shogun domine le combat et parvient à s'imposer par décision unanime et renoue avec la victoire 
Mai 2016 Shogun affronte un jeune prometteur athlétique, bon lutteur, et bien plus jeune en la personne de Corey Anderson ! Shogun parvient à gagner les 2 premiers rounds en le Knock-Down deux fois et en limitant les amenées au sol  il s'impose par décision partagée
Mars 2017 Shogun affronte Gian Villante ( partenaire d'entrainement et ami de l'ancien champion poids moyen Chris Weidman ) après de rudes échanges et un combat très engagé de pur striking ! Shogun obtient la victoire dans le 3ème round par TKO devant son public et enchaîne donc trois victoires d'affilée.  
Septembre 2017 un combat revanche est programmé contre Ovince st preux au JAPON ! Mais 2 semaines avant l’événement Shogun se retire pour une blessure au genou ( et subira une nouvelle opération ) Ovince st preux affrontera finalement Yushin Okami combat que OSP remportera au premier round. 
Mai 2018 Après cette blessure c'est finalement le dernier prétendant au titre que Shogun affrontera en la personne de Volkan Oezdemir le Suisse ! jeune très puissant et avec des victoires sur Ovince st Preux ,Misha Cirkunov ( 28s) Jimi Manuwa ( 42s)
.

## Palmarès en arts martiaux mixtes
| 35 combats     | 25 victoires | 10 défaites |
| Par KO         | 20           | 4           |
| Par soumission | 1            | 3           |
| Sur décision   | 4            | 3           |

| Résultat | Record | Adversaire                 | Méthode                                 | Événement                                | Date              | Round | Temps | Lieu                                | Notes                                                            |
| -------- | ------ | -------------------------- | --------------------------------------- | ---------------------------------------- | ----------------- | ----- | ----- | ----------------------------------- | ---------------------------------------------------------------- |
| Victoire | 25-10  | Gian Villante              | TKO (coups de poing)                    | UFC Fight Night: Belfort vs. Gastelum    | 11 mars 2017      | 3     | 0:59  | Fortaleza, Brésil                   |                                                                  |
| Victoire | 24-10  | Corey Anderson             | Décision partagée                       | UFC 198: Werdum vs. Miocic               | 14 mai 2016       | 3     | 5:00  | Curitiba, Brésil                    |                                                                  |
| Victoire | 23-10  | Antônio Rogério Nogueira   | Décision unanime                        | UFC 190: Rousey vs. Correia              | 1er août 2015     | 3     | 5:00  | Rio de Janeiro, Brésil              |                                                                  |
| Défaite  | 22-10  | Ovince Saint Preux         | KO (coups de poing)                     | UFC Fight Night: Shogun vs. St. Preux    | 8 novembre 2014   | 1     | 0:34  | Uberlândia, Brésil                  |                                                                  |
| Défaite  | 22-9   | Dan Henderson              | TKO (coups de poing)                    | UFC Fight Night: Shogun vs. Henderson II | 23 mars 2014      | 3     | 1:31  | Natal, Brésil                       | Combat de la soirée.                                             |
| Victoire | 22-8   | James Te Huna              | KO (coup de poing)                      | UFC Fight Night: Hunt vs. Bigfoot        | 7 décembre 2013   | 1     | 1:03  | Brisbane, Australie                 | KO de la soirée.                                                 |
| Défaite  | 21-8   | Chael Sonnen               | Soumission (étranglement en guillotine) | UFC Fight Night: Shogun vs. Sonnen       | 17 août 2013      | 1     | 4:47  | Boston, Massachusetts, États-Unis   |                                                                  |
| Défaite  | 21-7   | Alexander Gustafsson       | Décision unanime                        | UFC on Fox: Henderson vs. Diaz           | 8 décembre 2012   | 3     | 5:00  | Seattle, Washington, États-Unis     |                                                                  |
| Victoire | 21-6   | Brandon Vera               | TKO (coups de poing)                    | UFC on Fox: Shogun vs. Vera              | 4 août 2012       | 4     | 4:09  | Los Angeles, Californie, États-Unis |                                                                  |
| Défaite  | 20-6   | Dan Henderson              | Décision unanime                        | UFC 139: Shogun vs. Henderson            | 19 novembre 2011  | 5     | 5:00  | San José, Californie, États-Unis    | Combat de la soirée.                                             |
| Victoire | 20-5   | Forrest Griffin            | KO (coups de poing)                     | UFC 134: Silva vs. Okami                 | 27 août 2011      | 1     | 1:53  | Rio de Janeiro, Brésil              |                                                                  |
| Défaite  | 19-5   | Jon Jones                  | TKO (coups de poing et coups de genou)  | UFC 128: Shogun vs. Jones                | 19 mars 2011      | 3     | 2:37  | Newark, New Jersey, États-Unis      | Perd le titre des poids mi-lourds de l'UFC.                      |
| Victoire | 19-4   | Lyoto Machida              | KO (coups de poing)                     | UFC 113: Machida vs. Shogun 2            | 8 mai 2010        | 1     | 3:35  | Montréal, Québec, Canada            | Remporte le titre des poids mi-lourds de l'UFC. KO de la soirée. |
| Défaite  | 18-4   | Lyoto Machida              | Décision unanime                        | UFC 104: Machida vs. Shogun              | 24 octobre 2009   | 5     | 5:00  | Los Angeles, Californie, États-Unis | Pour le titre des poids mi-lourds de l'UFC.                      |
| Victoire | 18-3   | Chuck Liddell              | TKO (coups de poing)                    | UFC 97: Redemption                       | 18 avril 2009     | 1     | 4:38  | Montréal, Québec, Canada            | KO de la soirée.                                                 |
| Victoire | 17-3   | Mark Coleman               | TKO (coups de poing)                    | UFC 93: Franklin vs. Henderson           | 17 janvier 2009   | 3     | 4:36  | Dublin, Irlande                     | Combat de la soirée.                                             |
| Défaite  | 16-3   | Forrest Griffin            | Soumission (étranglement arrière)       | UFC 76: Knockout                         | 22 septembre 2007 | 3     | 4:45  | Anaheim, Californie, États-Unis     |                                                                  |
| Victoire | 16-2   | Alistair Overeem           | KO (coups de poing)                     | Pride 33: Second Coming                  | 24 février 2007   | 1     | 3:37  | Las Vegas, Nevada, États-Unis       |                                                                  |
| Victoire | 15-2   | Kazuhiro Nakamura          | Décision unanime                        | Pride Shockwave 2006                     | 31 décembre 2006  | 3     | 5:00  | Saitama, Japon                      |                                                                  |
| Victoire | 14-2   | Kevin Randleman            | Soumission (clé de genou)               | Pride 32: The Real Deal                  | 21 octobre 2006   | 1     | 2:35  | Las Vegas, Nevada, États-Unis       |                                                                  |
| Victoire | 13-2   | Cyrille Diabaté            | TKO (stomps)                            | Pride Final Conflict Absolute            | 10 septembre 2006 | 1     | 5:29  | Saitama, Japon                      |                                                                  |
| Défaite  | 12-2   | Mark Coleman               | TKO (bras cassé)                        | Pride 31: Dreamers                       | 26 février 2006   | 1     | 0:40  | Saitama, Japon                      |                                                                  |
| Victoire | 12-1   | Ricardo Arona              | KO (coups de poing)                     | Pride Final Conflict 2005                | 28 août 2005      | 1     | 2:54  | Saitama, Japon                      | Remporte le Grand Prix des poids moyens du Pride FC.             |
| Victoire | 11-1   | Alistair Overeem           | TKO (coups de poing)                    | Pride Final Conflict 2005                | 28 août 2005      | 1     | 6:42  | Saitama, Japon                      |                                                                  |
| Victoire | 10-1   | Antônio Rogério Nogueira   | Décision unanime                        | Pride Critical Countdown 2005            | 26 juin 2005      | 3     | 5:00  | Saitama, Japon                      | Combat de l'année 2005                                           |
| Victoire | 9-1    | Quinton Jackson            | TKO (soccer kicks)                      | Pride Total Elimination 2005             | 23 avril 2005     | 1     | 4:47  | Osaka, Japon                        |                                                                  |
| Victoire | 8-1    | Hiromitsu Kanehara         | TKO (stomp)                             | Pride 29: Fists of Fire                  | 20 février 2005   | 1     | 1:40  | Saitama, Japon                      |                                                                  |
| Victoire | 7-1    | Yasuhito Namekawa          | TKO (coups de poing)                    | Pride Bushido 5                          | 14 octobre 2004   | 1     | 6:02  | Osaka, Japon                        |                                                                  |
| Victoire | 6-1    | Akihiro Gono               | TKO (soccer kicks)                      | Pride Bushido 2                          | 15 février 2004   | 1     | 9:04  | Kanagawa, Japon                     |                                                                  |
| Victoire | 5-1    | Akira Shoji                | KO (coups de poing)                     | Pride Bushido 1                          | 5 octobre 2003    | 1     | 3:47  | Saitama, Japon                      |                                                                  |
| Défaite  | 4-1    | Renato Sobral              | Soumission (étranglement en guillotine) | IFC: Global Domination                   | 6 septembre 2003  | 3     | 3:07  | Denver, Colorado, États-Unis        |                                                                  |
| Victoire | 4-0    | Erick Wanderley            | TKO (coups de poing)                    | IFC: Global Domination                   | 6 septembre 2003  | 2     | 2:54  | Denver, Colorado, États-Unis        |                                                                  |
| Victoire | 3-0    | Evangelista Santos         | TKO (coups de poing)                    | Meca World Vale Tudo 9                   | 1er août 2003     | 1     | 9:22  | Rio de Janeiro, Brésil              |                                                                  |
| Victoire | 2-0    | Angelo Antonio de Oliveira | TKO (soccer kicks)                      | Meca World Vale Tudo 8                   | 16 mai 2003       | 1     | 0:55  | Curitiba, Brésil                    |                                                                  |
| Victoire | 1-0    | Rafael Freitas             | KO (coup de pied)                       | Meca World Vale Tudo 7                   | 8 novembre 2002   | 1     | 4:00  | Curitiba, Brésil                    |                                                                  |